# King of the Hill (film)
Pour les articles homonymes, voir King of the Hill.
Pour plus de détails, voir Fiche technique et Distribution.
King of the Hill est un film américain de Steven Soderbergh et sorti en 1993. Le film se déroule pendant les années 1930, durant la Grande Dépression. L'histoire est basée sur le « roman d'apprentissage » du même nom d'Aaron Edward Hotchner.
Le film est présenté en compétition officielle au festival de Cannes 1993.

## Synopsis
Pendant la Grande Dépression, en 1933, une famille d'origine allemande, les Kurlander, tente de mener une vie normale dans un hôtel de passage de Saint-Louis. Le jeune Aaron va se retrouver seul : sa mère entre dans un sanatorium pour soigner sa tuberculose et son jeune frère Sullivan part vivre avec un oncle pour faire des économies. Eric, le père, survit de divers petits boulots. Il décroche un poste tant espéré de vendeur pour Hamilton Watch Company mais dans d'autres États. Il promet à son fils Aaron qu'il restera sur place pour le nourrir et l'élever. Mais Aaron va vite s'apercevoir qu'il est vraiment livré à lui-même. Le jeune garçon s'invente une vie auprès de ses camarades et trouve des petites combines, notamment grâce à Lester, pour survivre. Il se fait des amis, comme Ella, la voisine épileptique, ou encore Billy Thompson, un camarade de classe issu d'une famille aisée. Aaron s'attire cependant les foudres de l'agent de police Burns.

## Fiche technique
Sauf indication contraire, les informations mentionnées dans cette section peuvent être confirmées par la base de données cinématographiques IMDb,  présente dans la section « Liens externes ».
- Titre original et français : King of the Hill
- Réalisation : Steven Soderbergh
- Scénario : Steven Soderbergh, d'après les mémoires King of The Hill d'A. E. Hotchner (en)
- Photographie : Elliot Davis
- Montage : Steven Soderbergh
- Musique : Cliff Martinez
- Décors : Gary Frutkoff
- Costumes : Susan Lyall
- Production : Albert Berger, Barbara Maltby, Ron Yerxa, John Hardy (exécutif)
- Sociétés de production : Wildwood et Bona Fide Productions
- Sociétés de distribution : Gramercy Pictures (États-Unis), United International Pictures (France)
- Pays de production :  États-Unis
- Langue originale : anglais
- Budget estimé : 8 millions de dollars[1]
- Genre : comédie dramatique
- Durée : 109 minutes
- Dates de sortie[2] : 
  - France : 19 mai 1993 (festival de Cannes - compétition officielle)
  - États-Unis : 20 août 1993
  - France : 6 octobre 1993

## Distribution
- Jesse Bradford : Aaron Kurlander
- Jeroen Krabbé (VF : Jean-Yves Chatelais) : Eric Kurlander
- Lisa Eichhorn (VF : Béatrice Delfe) : Mme Kurlander
- Karen Allen (VF : Sylvie Feit) : Miss Mathey
- Spalding Gray : Monsieur Mungo
- Elizabeth McGovern : Lydia
- Cameron Boyd : Sullivan Kurlander
- Adrien Brody (VF : Bernard Gabay) : Lester Silverstone
- Joseph Chrest : Ben, le portier de l'hôtel
- Amber Benson : Ella McShane
- Kristin Griffith : Mme McShane
- Chris Samples : Billy Thompson
- Katherine Heigl : Christina Sebastian
- Peggy Freisen : Mme Thompson
- John Durbin : M. Sandoz
- John McConnell : Burns, le policier
- Lauryn Hill : Arletta, la fille de l'ascenseur

 Source et légende : version française (VF) sur RS Doublage

## Production

### Attribution des rôles
Il s'agit de l'un des premiers films de Katherine Heigl.

### Tournage
Le tournage a eu lieu à Saint-Louis dans le Missouri, ainsi qu'à Alton dans l'Illinois.

### Musique
La musique du film est composée par Cliff Martinez, déjà à l’œuvre sur les deux précédents films de Steven Soderbergh. On retrouve par ailleurs sur l'album des chansons d'époque d'artistes comme The Mills Brothers ou Rudy Vallée.
Liste des titres
1. Mr. And Mrs. Cliff - 2:56
2. The Marble Game - 0:40
3. Oh Look Billy - 0:48
4. Clean My Ball - 1:11
5. Mr Thamyris - 2:39
6. Runaway Car - 2:51
7. You Be A Mensch - 1:26
8. Never Steal A Kid's Dessert - 1:13
9. Ass Of 1933 - 1:41 (piano par Michael Williams)
10. I Have To Use Your Bathroom - 1:24
11. Hey Mr. Sandoz - 0:53
12. Cleaning Up All The Dirt - 3:54
13. Talking Shoes - 1:51
14. Aaronvision - 1:55
15. Escape From The Empire - 2:09
16. Can You Hear Me? - 3:16
17. Cuban Love Song - 2:51 (interprété par Leanne Ungar)
18. Tiger Rag - 1:53 (interprété par The Mills Brothers)
19. Can't We Talk It Over - 3:32 (interprété par Eddy Duchin & Lew Sherwood)
20. Kitty From Kansas City (en) - 3:11 (interprété par Rudy Vallée)
21. I'm Getting Sentimental Over You - 2:51 (interprété par The Dorsey Brothers & Jean Bowes)
22. A Hundred Years From Today 3:01 (interprété par Jack Teagarden)
23. If I Had A Girl Like You - 3:09 (interprété par Rudy Vallée)
24. You'll Do It Someday - 2:45 (interprété par Rudy Vallée)
25. Rain - 2:29 (interprété par Leanne Ungar)

## Accueil

### Critique
Le film reçoit des critiques globalement positives. Sur l'agrégateur américain Rotten Tomatoes, il récolte 94% d'opinions favorables pour 32 critiques et une note moyenne de 7,94⁄10. Sur Metacritic, il obtient une note moyenne de 86⁄100 pour 12 critiques.
Dans sa critique, le célèbre critique américain Roger Ebert s'interroge sur le choix de cette histoire par Steven Soderbergh, pour son troisième, qui diffère grandement de ses deux premiers films, Sexe, Mensonges et Vidéo (1989) et Kafka (1991). Roger Ebert pense cependant qu'il s'agit de son meilleur film. Le critique pense que la principale qualité du film est l'interprétation du jeune Jesse Bradford, qui tient le rôle principal, qu'il juge « convaincant ».
Janet Maslin du New York Times écrit notamment : « Le film fait un beau travail en juxtaposant les contrastes aigus de la vie d'Aaron et en s'émerveillant du fait qu'il y survit aussi bien ».
Dans la critique du Monde, on peut notamment lire « Jusqu'à ce film, Steven Soderbergh s'était montré mauvais américain, marivaudant avec une impudeur toute européenne (Sexe, Mensonges et Vidéo), se faisant praguois pour son second film (Kafka). King of the Hill, adapté des mémoires de l'écrivain A.E. Hotchner, qui grandit à Saint Louis pendant la Grande Dépression, ressemble beaucoup à une demande de réintégration ». Le journaliste émet cependant quelques réserves « Soderbergh ne réussit pas à se contenir tout à fait. À la fin du film, sa nature inquiète, morbide, reprend le dessus ».

### Box-office
Malgré des critiques plutôt positives, le film est un échec au box-office. Il ne récolte que 1 214 231 $ aux États-Unis. En France, il n'attire que 20 247 entrées.

## Commentaire
Le film fait partie de la Criterion Collection.